# 威利斯·康诺弗
威利斯·康诺弗（英語：Willis Conover，1920年10月18日—1996年5月17日）是美国之音的一名著名播音员。在他四十多年的职业生涯中，康诺弗透过他主持的音乐节目把爵士音乐传送到世界各地。1996年5月，康诺弗因肺癌逝世。